# Luxemburg-Rundfahrt 2012
Die 72. Luxemburg-Rundfahrt war ein Etappenrennen, das vom 30. Mai bis 3. Juni 2012 stattfand. Traditionell bestand die Rundfahrt aus einem Prolog und vier Etappen. 2012 führte die Gesamtstrecke über eine Distanz von 726,4 Kilometern. Das Rennen zählte zur UCI Europe Tour 2012 und war dort in die höchste Kategorie 2.HC eingestuft.

## Teilnehmer
Insgesamt nahmen 16 Teams teil: fünf UCI ProTeams, darunter das belgische Lotto Belisol Team, neun UCI Professional Continental Teams, ein UCI Continental Team und eine Art luxemburgische Nationalmannschaft.
| UCI ProTeams RadioShack-Nissan Vacansoleil-DCM Sky ProCycling AG2R La Mondiale Lotto Belisol Team | UCI Professional Continental Teams Team Argos-Shimano Cofidis, le Crédit en Ligne Saur-Sojasun Accent Jobs-Willems Veranda’s Team Europcar Topsport Vlaanderen-Mercator Landbouwkrediet-Euphony Andalucía SpiderTech-C10 | UCI Continental Teams Differdange-Magic-SportFood.de Sonstige Teams Team Lëtzebuerg (Art Luxemburgische Nationalmannschaft) |

## Etappen

### Etappenübersicht
| Etappe    | Tag     | Start – Ziel               | km    | Etappensieger    | Gesamtwertung    |
| --------- | ------- | -------------------------- | ----- | ---------------- | ---------------- |
| Prolog    | 1. Juni | Luxemburg (EZF)            | 02,6  | Jimmy Engoulvent | Jimmy Engoulvent |
| 1. Etappe | 2. Juni | Luxemburg – Hesperingen    | 181,0 | André Greipel    | Jimmy Engoulvent |
| 2. Etappe | 3. Juni | Schifflingen – Leudelingen | 183,9 | André Greipel    | Jimmy Engoulvent |
| 3. Etappe | 4. Juni | Eschweiler – Differdingen  | 205,4 | Wout Poels       | Jakob Fuglsang   |
| 4. Etappe | 5. Juni | Mersch – Luxemburg         | 153,5 | Jürgen Roelandts | Jakob Fuglsang   |

### Prolog
|    | Fahrer           | Nation     | Team | Zeit          |
| -- | ---------------- | ---------- | ---- | ------------- |
| 1. | Jimmy Engoulvent | Frankreich | SAU  | 3:43,38 min   |
| 2. | Grégory Rast     | Schweiz    | RNT  | + 0:02,97 min |
| 3. | Jonathan Hivert  | Frankreich | SAU  | + 0:03,44 min |
| 4. | Mathew Hayman    | Australien | SKY  | + 0:04,90 min |
| 5. | Jakob Fuglsang   | Danemark   | RNT  | + 0:06,67 min |

|    | Fahrer           | Nation     | Team | Zeit       |
| -- | ---------------- | ---------- | ---- | ---------- |
| 1. | Jimmy Engoulvent | Frankreich | SAU  | 3:43 min   |
| 2. | Grégory Rast     | Schweiz    | RNT  | + 0:03 min |
| 3. | Jonathan Hivert  | Frankreich | SAU  | + 0:03 min |
| 4. | Mathew Hayman    | Australien | SKY  | + 0:05 min |
| 5. | Jakob Fuglsang   | Danemark   | RNT  | + 0:07 min |

### 1. Etappe
|    | Fahrer            | Nation      | Team | Zeit       |
| -- | ----------------- | ----------- | ---- | ---------- |
| 1. | André Greipel     | Deutschland | LTB  | 4:53:56 h  |
| 2. | Davide Appollonio | Italien     | SKY  | + 0:00 min |
| 3. | Samuel Dumoulin   | Frankreich  | COF  | + 0:00 min |
| 4. | Romain Feillu     | Frankreich  | VCD  | + 0:00 min |
| 5. | Koen de Kort      | Niederlande | ARG  | + 0:00 min |

|    | Fahrer           | Nation     | Team | Zeit        |
| -- | ---------------- | ---------- | ---- | ----------- |
| 1. | Jimmy Engoulvent | Frankreich | SAU  | 4:57:39 min |
| 2. | Grégory Rast     | Schweiz    | RNT  | + 0:03 min  |
| 3. | Jonathan Hivert  | Frankreich | SAU  | + 0:03 min  |
| 4. | Mathew Hayman    | Australien | SKY  | + 0:05 min  |
| 5. | Jakob Fuglsang   | Danemark   | RNT  | + 0:07 min  |

### 2. Etappe
|    | Fahrer           | Nation                 | Team | Zeit       |
| -- | ---------------- | ---------------------- | ---- | ---------- |
| 1. | André Greipel    | Deutschland            | LTB  | 4:29:20 h  |
| 2. | Ben Swift        | Vereinigtes Konigreich | SKY  | + 0:00 min |
| 3. | Jürgen Roelandts | Belgien                | LTB  | + 0:00 min |
| 4. | Romain Feillu    | Frankreich             | VCD  | + 0:00 min |
| 5. | Jempy Drucker    | Luxemburg              | ACC  | + 0:00 min |

|    | Fahrer           | Nation     | Team | Zeit        |
| -- | ---------------- | ---------- | ---- | ----------- |
| 1. | Jimmy Engoulvent | Frankreich | SAU  | 9:26:59 min |
| 2. | Grégory Rast     | Schweiz    | RNT  | + 0:03 min  |
| 3. | Jonathan Hivert  | Frankreich | SAU  | + 0:03 min  |
| 4. | Mathew Hayman    | Australien | SKY  | + 0:05 min  |
| 5. | Jakob Fuglsang   | Danemark   | RNT  | + 0:07 min  |

### 3. Etappe
|    | Fahrer           | Nation      | Team | Zeit       |
| -- | ---------------- | ----------- | ---- | ---------- |
| 1. | Wout Poels       | Niederlande | VCD  | 5:01:11 h  |
| 2. | Jakob Fuglsang   | Danemark    | RNT  | + 0:00 min |
| 3. | Fränk Schleck    | Luxemburg   | RNT  | + 0:00 min |
| 4. | Michael Barry    | Kanada      | SKY  | + 0:24 min |
| 5. | Salvatore Puccio | Italien     | SKY  | + 0:24 min |

|    | Fahrer          | Nation      | Team | Zeit         |
| -- | --------------- | ----------- | ---- | ------------ |
| 1. | Jakob Fuglsang  | Danemark    | RNT  | 14:28:17 min |
| 2. | Wout Poels      | Niederlande | VCD  | + 0:02 min   |
| 3. | Fränk Schleck   | Luxemburg   | RNT  | + 0:05 min   |
| 4. | Jonathan Hivert | Frankreich  | SAU  | + 0:20 min   |
| 5. | Tom Dumoulin    | Niederlande | ARG  | + 0:24 min   |

### 4. Etappe
|    | Fahrer            | Nation      | Team | Zeit       |
| -- | ----------------- | ----------- | ---- | ---------- |
| 1. | Jürgen Roelandts  | Belgien     | LTB  | 2:39:58 h  |
| 2. | Laurens De Vreese | Belgien     | TSV  | + 0:25 min |
| 3. | Jakob Fuglsang    | Danemark    | RNT  | + 0:25 min |
| 4. | Maxime Monfort    | Belgien     | RNT  | + 0:25 min |
| 5. | Wout Poels        | Niederlande | VCD  | + 0:25 min |

|    | Fahrer          | Nation      | Team | Zeit         |
| -- | --------------- | ----------- | ---- | ------------ |
| 1. | Jakob Fuglsang  | Danemark    | RNT  | 17.08.40 min |
| 2. | Wout Poels      | Niederlande | VCD  | + 0:02 min   |
| 3. | Fränk Schleck   | Luxemburg   | RNT  | + 0:05 min   |
| 4. | Jonathan Hivert | Frankreich  | SAU  | + 0:20 min   |
| 5. | Tom Dumoulin    | Niederlande | ARG  | + 0:24 min   |

## Rennverlauf
Am ersten Tag der Rundfahrt stand ein Prolog auf dem Programm. Die 2659 Meter lange Strecke durchfuhr der Franzose Jimmy Engoulvent als Schnellster. Damit gewann er zum dritten Mal nach 2007 und 2010 den Prolog der Luxemburg-Rundfahrt.
Am zweiten Tag stand die erste Etappe der Rundfahrt an. Zwei Ausreißer, Albert Timmer und Jesus Rosendo, machten sich bald davon und konnten ihren Vorsprung auf bis zu drei Minuten ausbauen. Aber schon ca. 60 km vor dem Ziel wurde das Duo vom Feld gestellt. Aber schon wenige Kilometer weiter machte sich der deutsche Jens Voigt auf den Weg, sein Glück alleine zu versuchen, wurde aber 12 km vor dem Ziel gestellt. So kam es zu einem Massensprint, bei dem André Greipel seinen zehnten Saisonsieg einfuhr.
Auf dem dritten Teilstück suchten zwar zahlreiche Fahrer ihr Glück in einer Ausreißergruppe, wurden aber nicht wirklich weggelassen. Und so kam das Hauptfeld beinahe geschlossen zur ersten Bergwertung nach 30 km. Diese ging an Albert Timmer, der damit seinen Vorsprung bei der Bergwertung weiter ausbauen konnte. Kurz darauf schafften es Kévin Van Melsen und Gediminas Kaupas, sich vom Feld zu lösen und einen Vorsprung von bis zu sieben Minuten herauszufahren. 48 km vor dem Ziel wurde die Zielpassage zum ersten Mal überfahren und so mussten nur noch drei 16 km lange Runden absolviert werden. In der letzten Runde schließlich wurde das Duo dann doch noch eingeholt. Zwei Kilometer vor dem Ziel versuchte Andreas Klöden sich noch einmal mit einem Ausreißversuch, der aber schnell wieder endete. So kam es wie am Vortag zu einem Massensprint, den abermals André Greipel gewann.
Mit dem vierten Renntag stand die längste und schwerste Etappe auf dem Plan. Früh setzten sich Albert Timmer, Mathew Hayman, Jérôme Cousin, Jens Debusschere und Staf Scheirlinckx vom Feld ab. Die ersten drei der sieben Bergwertungen dieses Tages sicherte sich Timmer, der sich damit so viele Punkte sicherte, dass ihm das Trikot des besten Bergfahrers nicht mehr zu nehmen war. Die Ausreißergruppe dieser Etappe konnte einen Vorsprung von über 6:30 herausfahren, bevor dieser wieder zu schmelzen begann. Dies war vor allem die Arbeit des Teams RadioShack-Nissan, das augenscheinlich an diesem Tag noch einiges vorhatte. Und so war es dann auch, als Fränk Schleck mit seinen Teamkollegen Andreas Klöden und Jakob Fuglsang sowie Wout Poels auf dem ersten Anstieg zum Col de l’Europe ausrissen. Die Schlussrunde war dreimal zu fahren und am Ende konnte sich Poels im Sprint allen anderen gegenüber behaupten.
Am letzten Renntag fand sich bald eine vierköpfige Ausreißergruppe. Tom Stamsnijder, Jimmy Casper, Jürgen Roelandts sowie Damien Gaudin machten sich auf, um ihr Glück auf dem 153,5 km langen Parcours zu versuchen. Wegen heftiger Regenfälle und Stürzen beendeten viele Fahrer das Rennen frühzeitig, nur 60 Fahrer erreichten das Ziel. Die vier Ausreißer konnten zeitweilig einen Vorsprung von bis zu 3:25 Minuten herausfahren. Wegen des schlechten Wetters beschloss die Rennleitung die Zeitnahme bereits bei der ersten Zieldurchfahrung durchzuführen und die siebenmal zu fahrende und 6,8 Kilometer lange Zielschleife ohne Wertung fahren zu lassen. Kurz bevor der Etappensieger also gewertet werden sollte, wagte Roelandts einen Angriff und rettete 25 Sekunden über den Zielstrich, während seine drei Mitstreiter vom Feld geschluckt wurden. Auch am eigentlichen Schluss der Rundfahrt konnte Roelandts als Solist die Ziellinie als erster überqueren.

### Wertungen im Rennverlauf
Die Tabelle zeigt den Führenden in der jeweiligen Wertung nach der jeweiligen Etappe an.
|        | Gesamtwertung ·  | Nachwuchswertung · | Bergwertung ·  | Punktwertung ·   | Teamwertung ·     |
| ------ | ---------------- | ------------------ | -------------- | ---------------- | ----------------- |
| Prolog | Jimmy Engoulvent | Tom Dumoulin       | nicht vergeben | Jimmy Engoulvent | Saur-Sojasun      |
| 1      | Jimmy Engoulvent | Tom Dumoulin       | Albert Timmer  | André Greipel    | Saur-Sojasun      |
| 2      | Jimmy Engoulvent | Tom Dumoulin       | Albert Timmer  | André Greipel    | Saur-Sojasun      |
| 3      | Jakob Fuglsang   | Wout Poels         | Albert Timmer  | André Greipel    | RadioShack-Nissan |
| 4      | Jakob Fuglsang   | Wout Poels         | Albert Timmer  | André Greipel    | RadioShack-Nissan |